# Kanał Ulgi (Opole)

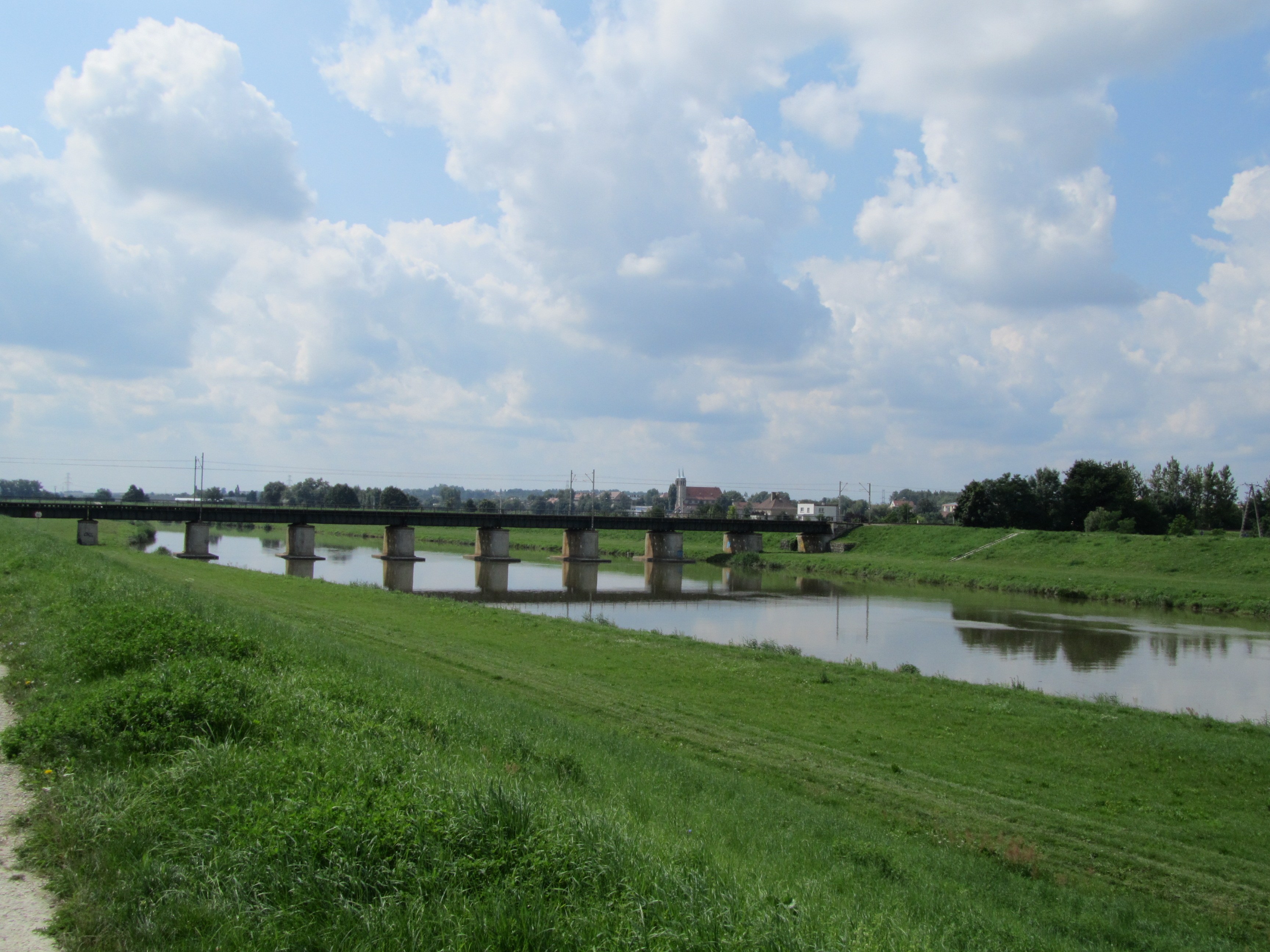
Kanał Ulgi (2011)

Kanał Ulgi – kanał przepływowy Odry, znajdujący się w Opolu. Jego długość wynosi około 5 km, a szerokość około 25 metrów. Okala on od zachodu Wyspę Bolko i część Opola znajdującą się pomiędzy nim i Odrą.
W 2000 roku rozpoczęto przebudowę kanału, zwiększono jego przepustowość i podwyższono wały przeciwpowodziowe. Co roku odbywają się tam zawody wędkarskie.